# انيا فورجر
آنيا فورجير (باليابانية アーニャ・フォージャ) هي شخصية خيالية من سلسلة المانجا سباي فاميلي. تعتبر آنيا البطلة الرئيسية لسلسلة المانجا والانمي سباي فاميلي، كانت تلقب سابقا بالنموذج رقم 007 لأنها كانت تخضع باستمرار لتجارب أجنبية لأهداف عسكرية مكنتها من قراءة الأفكار وهي قدرة لا يتميز بها سواها، وضعت بعدها في ميتم غرب اليابان لمدة قصيرة، حتى وجدها لويد فورجر (جاسوس يعمل لدى الشرق) وتبناها من أجل مهمته الكبرى من غير أن يعلم حتى بأن هذه الطفلة قادرة على قراءة الأفكار.

## المظهر
آنيا هي فتاة قصيرة القامة بالخامسة من عمرها ولكنها تتظاهر بأن عمرها ست سنوات لكي يدخلها لويد فورجر المدرسة، شعرها وردي اللون قصير، سمينة قليلا وعيناها واسعتان خضراوا اللون، ترتدي ملابس سوداء وهي الملابس الرسمية للمدرسة النبيلة التي تذهب إليها.

### شخصيتها
آنيا قادرة على قراءة الأفكار، وهذا جعلها قادرة على تدبير الكثير من الأمور التي لا يمكنها القيام بها عقليا، وهذا نظرا لكونها مجرد طفلة في الخامسة من العمر، مثل أنها قادرة مثلا على قراءة أفكار التلاميذ الآخرين للغش في الامتحان إلا أنها لم تقم بذلك، لأنها تعلم أن امتحانها في ذلك الوقت كان في ليلة اكتمال القمر وهي الليلة التي لا تقدر هي على قراءة الأفكار فيها، عدا عن قدرتها على قراءة الأفكار يمكن اعتبار شخصيتها لطيفة وعفوية ومضحكة في نفس الوقت، لا تتمتع بقدرات عقلية كبيرة لكنها تحسن استخدام قدراتها على قراءة الأفكار، وهي تكره بشكل خاص داميان دزموند إبن القائد الرسمي لاتحاد الشرق الذي ينوي لويد القضاء عليه لكي ينتشر السلام في شرق وغرب اليابان، وهي تكره دزموند لا بسبب أنه ابن الرئيس بل لأن شخصيته مغرورة ومتعالية و هو يحاول أن يبين بكل جهده أنه أفضل من الجميع وكان يستفز آنيا بوصفها أنها ابنة رجل فقير عامي، وأدى هذا إلى غضب آنيا بشكل كبير ولكمه في وجهه، وكان وجهها الذي نظرت به نحو داميان دزموند ساخرا ومستفزا و مضحكا جدا لدرجة أنه استعمل كثيرا في الميم وأنتشر انتشارا واسعا حول العالم.  وعدا هذا فهي لطيفة جدا خصوصا مع والديها بالتبني لويد و يور فورجر ومع صديقتها أيضا، تحب أفلام الرسوم المتحركة التي تدور حول الجواسيس كثيرا حتى أنها سمت كلبها الأليف بوند فورجر تيمما بالجاسوس البريطاني الشهير جيمس بوند. 

### ماضيها
لم يكشف الكثير في ماضي آنيا حتى الآن ولكن المعروف أنها قد أجريت عليها عدة تجارب مكنها من اكتساب قوة قراءة الأفكار، وحين ذكر تفصيل صغير عن والديها الحقيقيين من قبل أحد المعلمين بكت آنيا بشدة وهذا هو التلميح الوحيد الذي ظهر حول هوية والديها.

## معلومات أخرى
- العمر: 5 سنوات
- الجنس: أنثى
- الطول: 99.5 سنتيمتر
- المبتكر: تاتسويا إيندو
- الأصل: سباي فاميلي